# Maeystown, Illinois
Maeystown là một làng thuộc quận Monroe, tiểu bang Illinois, Hoa Kỳ. Năm 2010, dân số của làng này là 157 người.

## Dân số
Dân số qua các năm:
- Năm 2000: 148 người.
- Năm 2010: 157 người.